# Campeonato Europeo de Esgrima de 2000
El XIII Campeonato Europeo de Esgrima se realizó en Funchal (Portugal) entre el 3 y el 9 de julio de 2000 bajo la organización de la Confederación Europea de Esgrima (CEE) y la Federación Portuguesa de Esgrima.
Las competiciones se realizaron en el Pavilhão Polidesportivo Tecnopol de la ciudad maderense.

## Medallistas

### Masculino
| Evento              | Oro                                                                                 | Plata                                                                         | Bronce                                                                      |
| ------------------- | ----------------------------------------------------------------------------------- | ----------------------------------------------------------------------------- | --------------------------------------------------------------------------- |
| Florete individual  | Salvatore Sanzo · Italia                                                            | Johannes Krüger · Alemania                                                    | Loïc Attely Francia João Gomes Portugal                                     |
| Florete por equipos | Hugo Miranda João Gomes Álvaro Monteiro Marco Gonçalves Portugal                    | Marco Falchetto · Michael Ludwig · Gerd Salbrechter · Joachim Wendt · Austria | Daniele Crosta · Gabriele Magni · Salvatore Sanzo · Matteo Zennaro · Italia |
| Espada individual   | Pavel Kolobkov · Rusia                                                              | Kaido Kaaberma Estonia                                                        | Krisztián Kulcsár · Hungría · Christoph Marik · Austria                     |
| Espada por equipos  | Rémy Delhomme Benoît Janvier Cédric Pillac Frantz Philippe Francia                  | José Luis Abajo · Roberto Cantero · Miguel Gómez · Eduardo Sepúlveda · España | Patrick Draenert · Oliver Lücke · Sven Schmid · Fabian Schmidt · Alemania   |
| Sable individual    | Serguei Sharikov · Rusia                                                            | Alexei Frosin · Rusia                                                         | Fernando Casares · España · Stanislav Pozdniakov · Rusia                    |
| Sable por equipos   | Serguei Sharikov · Alexei Frosin · Stanislav Pozdniakov · Alexandr Shirshov · Rusia | Bielorrusia                                                                   | Ucrania                                                                     |

### Femenino
| Evento              | Oro                                                                              | Plata                                                                              | Bronce                                                                                 |
| ------------------- | -------------------------------------------------------------------------------- | ---------------------------------------------------------------------------------- | -------------------------------------------------------------------------------------- |
| Florete individual  | Sylwia Gruchała · Polonia                                                        | Reka Lazăr-Szabo · Rumania                                                         | Bela Nusuyeva · Rusia · Yekaterina Yusheva · Rusia                                     |
| Florete por equipos | Svetlana Boiko · Olga Sharkova · Bela Nusuyeva · Yekaterina Yusheva · Rusia      | Laura Badea-Cârlescu · Reka Lazăr-Szabo · Roxana Scarlat · Claudia Vanță · Rumania | Sylwia Gruchała · Barbara Wolnicka · Małgorzata Wojtkowiak · Alicja Kryczało · Polonia |
| Espada individual   | Rosa María Castillejo · España                                                   | Olga Cygan · Polonia                                                               | Hajnalka Király · Hungría · Monika Maciejewska · Polonia                               |
| Espada por equipos  | Gianna Hablützel-Bürki · Sophie Lamon · Diana Romagnoli · Tabea Steffen · Suiza  | Hajnalka Király · Adrienn Hormay · Hajnalka Tóth · Renáta Fodor · Hungría          | Isabel Haamel · Kathrin Holz · Marijana Marković · Patricia Osyczka · Alemania         |
| Sable individual    | Anne-Lise Touya Francia                                                          | Yelena Nechayeva · Rusia                                                           | Gioia Marzocca · Italia · Yelena Jemayeva · Azerbaiyán                                 |
| Sable por equipos   | Yelizaveta Gorst · Irina Bazhenova · Natalia Makeyeva · Yelena Nechayeva · Rusia | Anne-Lise Touya Cécile Argiolas Magali Carrier Francia                             | Ilaria Bianco · Anna Ferraro · Gioia Marzocca · Alessia Tognolli · Italia              |

## Medallero
| Núm. | País        | Oro | Plata | Bronce | Total |
| ---- | ----------- | --- | ----- | ------ | ----- |
| 1    | Rusia       | 5   | 2     | 3      | 10    |
| 2    | Francia     | 2   | 1     | 1      | 4     |
| 3    | Polonia     | 1   | 1     | 2      | 4     |
| 4    | España      | 1   | 1     | 1      | 3     |
| 5    | Italia      | 1   | 0     | 3      | 4     |
| 6    | Portugal    | 1   | 0     | 1      | 2     |
| 7    | Suiza       | 1   | 0     | 0      | 1     |
| 8    | Rumania     | 0   | 2     | 0      | 2     |
| 9    | Alemania    | 0   | 1     | 2      | 3     |
| 9    | Hungría     | 0   | 1     | 2      | 3     |
| 11   | Austria     | 0   | 1     | 1      | 2     |
| 12   | Bielorrusia | 0   | 1     | 0      | 1     |
| 12   | Estonia     | 0   | 1     | 0      | 1     |
| 14   | Azerbaiyán  | 0   | 0     | 1      | 1     |
| 14   | Ucrania     | 0   | 0     | 1      | 1     |
|      | TOTAL       | 12  | 12    | 18     | 42    |